# Temeskeresztes
Temeskeresztes (Cruceni) település Romániában, a Partiumban, Arad megyében.

## Fekvése
Aradtól délre fekvő település.

## Története
A faluban a Stockbrunnen nevű helyen a Hallstatti kultúrához tartozó település maradványait tárták fel.
Temeskeresztes, Keresztes 1772-ben alapított falu. 1808-ban Kreützstädten, 1828-ban Keresztes (Nagy), 1851-ben Kreutzstätten, 1888-ban Kreuzstädtl, Kreuzstaetten, 1913-ban Temeskeresztes néven írták.
1851-ben Fényes Elek írta a településről: „Kreutzstätten, német falu 640 katholikus lakossal, s anyatemplommal. Határa termékeny, s van 35 egész urbéri telke. Birják Ulmann Móricz, Tóth, Thuróczy családbeliek.”
A falut 1772-ben Carl Samuel Neumann lippai sótári tiszt telepítette; ekkor 65 új házat építtetett, és azokba német telepeseket helyezett el. A betelepülők Würzburgból, Strassburgból, Bambergből, Elzász-Lotaringiából, Csehországból és Svájcból érkeztek. A falu tervezője Franz Häscher mérnök volt, aki a házakat a templom köré kettős kereszt alakban helyezte el; egyes források szerint erről kapta a falu a „Kreuzstätten” nevet.
1781-ben a falut Frummer Szende Mihály vásárolta meg a kincstártól; ő volt az 1784-ben épített első iskola patrónusa. A 19. század elején a Szitányi-Ullmann család birtokába ment át. 1838-ban Szitányi-Ullmann Móriczon kívül, Tóth Károly és a Thuróczy család voltak birtokosai. 1860-ben olvasókör létesült, és ebben az évben került az első petróleumlámpa a faluba.
1882-ben a Szitányi család itteni birtokait Kintzig János vette meg, majd 1910 után Goldschied Sándor és Lőbl Gyula volt a falu legnagyobb birtokosa. 1892-ben ének- és földművesegylet alakult.
Az első világháborúban 101 férfi vonult be katonának, 22-en estek el. A második világháborúban 216 férfi vonult hadba; közülük 13-an román, 36-an a német oldalon estek el. 1945-ben 134 főt hurcoltak el a Szovjetunióba, közülük 31-en haltak meg.
1948-ban alapították meg az önkéntes tűzoltóságot, 1952-ben a mezőgazdasági termelőszövetkezetet.
1974. január 1-jén a falunak 817 lakója volt, ebből 417 német. 1990-re csak mintegy 100 német maradt a településen.

## Nevezetességek
- Római katolikus temploma 1780-ban épült és 1871-ben a Szent Kereszt felmagasztalása tiszteletére szentelték. Kegyura 1880-ban a Szitányi család volt.
- A régi kúria még a 18. század közepén épült, eredetileg kincstári épület volt.

## Híres emberek
- Itt született 1870-ben Wagner János botanikus.
- Itt született 1900-ban Wittmann Pál zeneszerző, orgonista, kántor.